# ブルドッグ
ブルドッグ（英: bulldog）は、18世紀ごろの英国で雄牛（ブル）と犬を戦わせる牛いじめ（英: bullbaiting）という見世物が流行し、牛に対抗できる犬として開発された犬の品種の一つ。

## 特徴

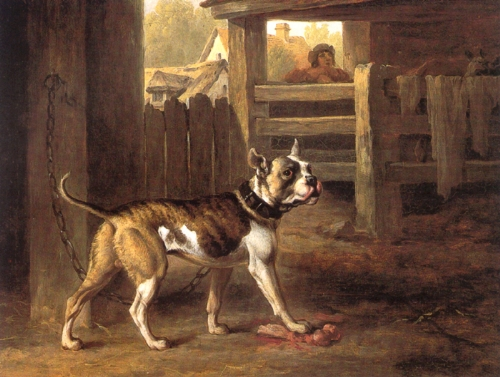
1790年のフィリップ・ライナグルによって描かれたオールド・イングリッシュ・ブルドッグ

1835年にイギリスで動物虐待法（英: Cruelty to Animals Act）が成立し、牛いじめを含めたブラッド・スポーツが禁止されると、ブルドッグは番犬や愛玩犬となった。闘争に必要だった獰猛な性格も取り去られ、現在では強面とは裏腹に、温厚且つおとなしい。漫画に出てくる“棘状スタッドの付いた革首輪をはめ、誰にでも唸りかかったり噛み付いたりする”という描写はカリカチュアである。

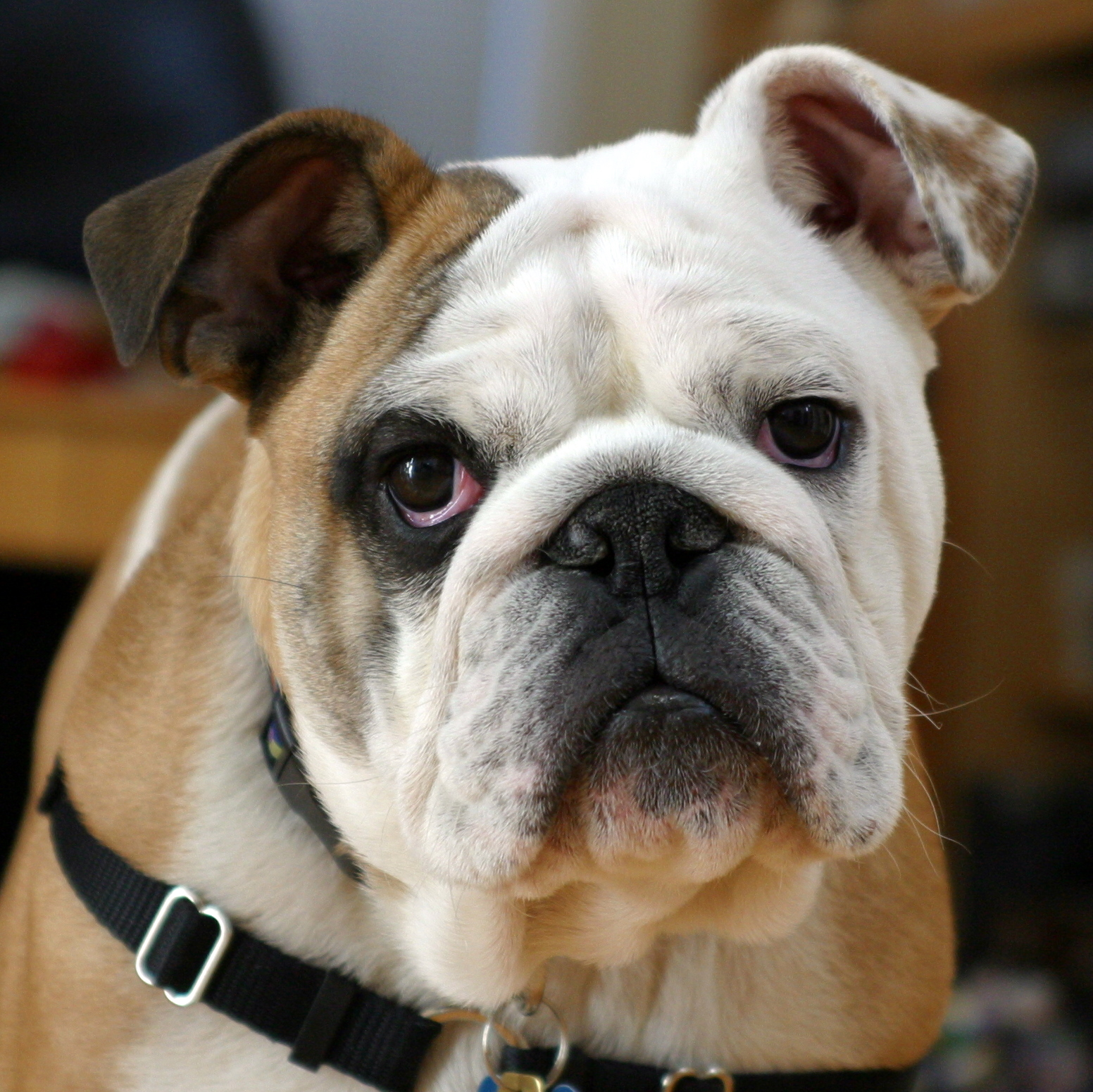
頭部

ブルドッグの特徴のある顔つきと体型について、「しわしわの顔はけがをしにくいように皮膚が伸びたためであり、低い鼻は牛に噛みつきながら呼吸ができるためである」と説明されてきたが、今ではこれらは事実ではないことが分かっている。牛いじめに使われた当時の絵に出てくるブルドッグは、少し筋肉質で、体格も少し強そうな普通の犬でしかない。これらは現代のブルドッグと区別するためにオールド・イングリッシュ・ブルドッグと呼ばれている。今のような形になったのは、1800年代後半から大きく人間による選択が始まったからである。

### 人為的繁殖による健康問題
このように人の手が加わったために、頭が非常に大きくなり、胎児の頭部や肩幅の大きさに比べ雌の骨盤が小さいため分娩はほぼ不可能で、人の手による帝王切開での出産がほとんどである。また、本来の役割であった牛と戦う事などは全くできない犬に変わっている。俊敏な動きができない後ろ足では、牛の攻撃を逃れることはできない。また、下あごが出っ張りすぎて、噛む事自体が苦手である。健康面でも問題があり、皮膚炎などにならないよう、しわの間を清潔に保つことも必要である。鼻が短いため、体温調節が苦手であり、いびきやよだれが多く、涼しい場所で飼わなければならない。そのため夏季は冷房をした部屋から出さない飼い主も多い。また、その暑さに弱い性質のため日本航空は2007年7月にブルドッグ及びフレンチ・ブルドッグの、航空機への積み込みを断る決定をしている。犬や猫などは貨物室に乗せて輸送することができるが、専用輸送かごの滑走路上などでの待機時に、場合により高温となり、暑さに弱いブルドッグが衰弱するためである。全日空は2007年5月から国際線の貨物便に限って、ブルドッグの受け入れを中止、2014年は6月から9月まで国内線・国際線全便で受け入れを中止した。

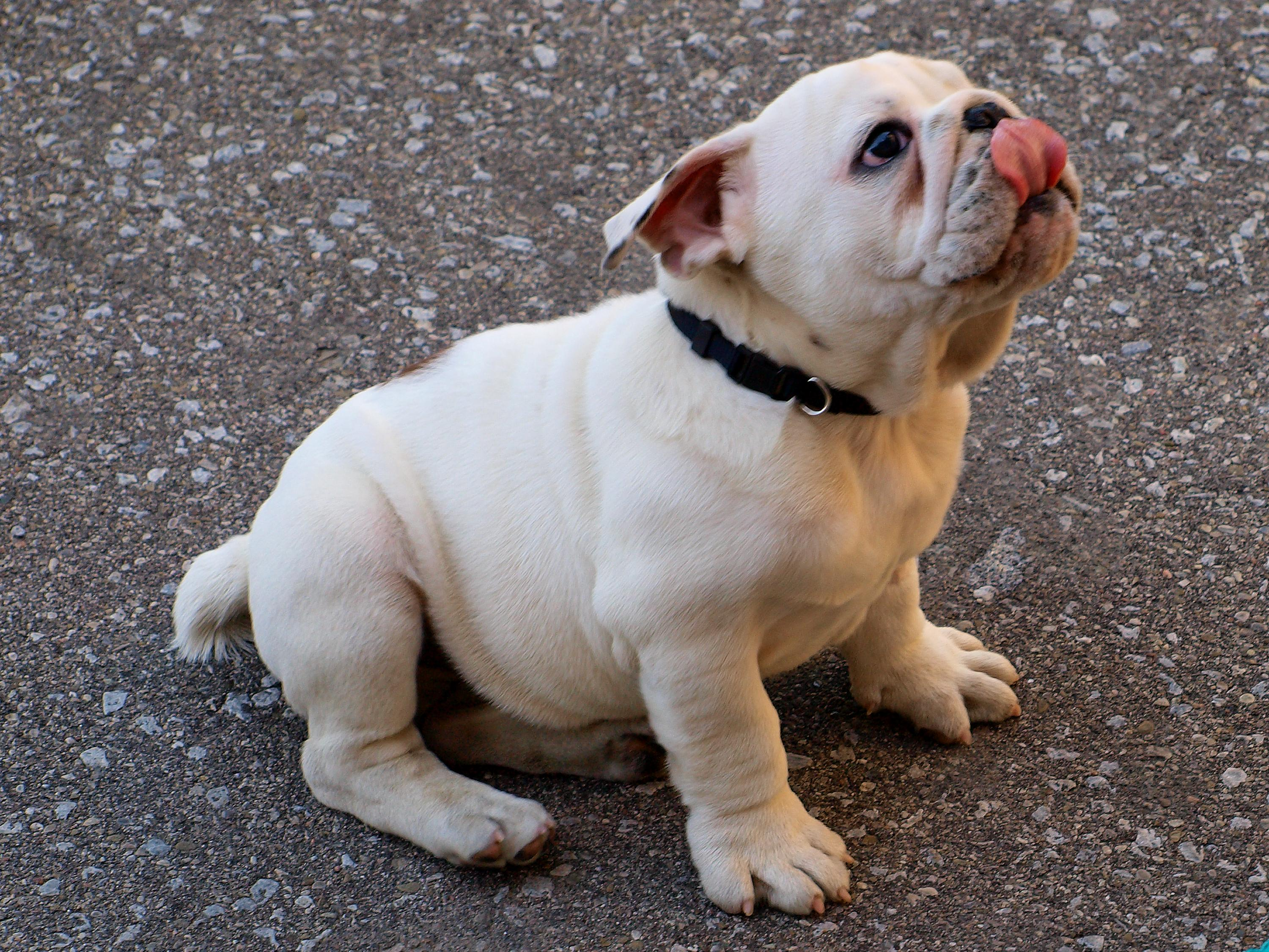
子犬

ブルドッグやフレンチ・ブルドッグ、パグのように他の犬に比べて頭部と鼻が近い犬種を短頭種または短吻種と呼ぶ。この短吻種の難点は前述した点の他に眼窩が浅く目が飛び出している為、目の疾患や怪我が多く、後頭部に激しい衝撃を加えられると眼球が飛び出してしまうケースも起こるので充分注意が必要である。
2008年に英国放送協会が、純血種の健康問題を描いたドキュメンタリーを放送した。これにより、純血種の扱いに対して広範囲の批判が起き、ザ・ケネルクラブに批判が集中した。批判を受け、ザ・ケネルクラブは2009年に不健康の原因となる近親交配への反対を表明した。
2022年、英王立獣医学校はブルドッグの健康問題に関する研究結果を発表し、ブルドッグの不買を呼びかけた。研究によると、ブルドッグは、他の犬種の２倍以上の確率で健康問題に見舞われていることが分かった。

### 平均寿命
2022年の英国の獣医学データ調査によると、平均余命は7.39年で、この調査ではどの犬種よりも2番目に低かった。イングリッシュ・ブルドッグの寿命は通常8～10年である。
2004年のイギリスの調査によると、ブルドッグの主な死因は心臓病（20％）、ガン（18％）、老衰（9％）であった。

### その他の条件
動物のための整形外科財団の統計によると、1979年から2009年（30年間）の間に検査された467頭のブルドッグのうち、73.9％が股関節形成不全に罹患しており、これはどの犬種よりも高い割合であった。同様に、この犬種は英国獣医師会/ドッグクラブの股関節形成不全評価スキームで最悪のスコアとなっているが、このスキームで検査されたブルドッグはわずか22頭である。
イギリスの調査によると、ブルドッグは膝蓋骨脱臼のリスクが3倍近くあり、ブルドッグ全体の2.9％がこの症状を患っているという。
1963年に英国で行われた研究では、調査したブルドッグの17％に皮膚褶曲皮膚炎が見られた。この品種はアトピー性皮膚炎にもなりやすい。
英国王立獣医大学の研究によると、ブルドッグは平均よりもはるかに健康的でない犬種であり、研究で調査された一般的な犬の病気の少なくとも1つに診断される可能性が2倍以上であることが判明した。
ブルドッグの特徴である大きな頭が母犬の産道にはさまってしまい、分娩時に母犬が呼吸困難に陥る可能性があるため、ブルドッグの出産は80％以上が帝王切開で行われる。